# Nazionale maschile di pallacanestro dell'Ucraina
La nazionale maschile di pallacanestro dell'Ucraina rappresenta l'Ucraina nelle competizioni internazionali maschili di pallacanestro organizzate dalla FIBA ed è gestita dalla Federazione cestistica dell'Ucraina.

## Storia

### Nazionale Unione Sovietica (1946-1991)
Nel periodo compreso tra il 1946 ed il 1991, i cestisti ucraini hanno fatto parte della Nazionale maschile di pallacanestro dell'Unione Sovietica.

### Squadra Unificata (1992)
Nel 1992 è stata inclusa nella Squadra Unificata, sotto le cui insegne ha partecipato alla Olimpiade di Barcellona.

### Nazionale ucraina (dal 1992)
La nazionale ucraina partecipa alle competizioni FIBA dal 1992, dopo che il paese è diventato indipendente dall'Unione Sovietica.

Ha preso parte nove volte alla fase finale dell'Eurobasket non andando mai oltre il sesto posto.

Ha preso parte una volta ai mondiali, chiudendo 18º nel 2014.
Non è mai stata presente alle olimpiadi.

## Piazzamenti
Mondiali
- 2014 - 18°

Europei
- 1997 - 13°
- 2001 - 14°
- 2003 - 14°
- 2005 - 16°
- 2011 - 17°
- 2013 - 6°
- 2015 - 21°
- 2017 - 16°
- 2022 - 11°

## Formazioni

### Mondiali
Campionato mondiale maschile di pallacanestro 20144 Pustozvonov, 5 Jeter, 6 Mišula, 7 Mychajljuk, 8 Hladyr, 9 Lypovyj, 10 Natjažko, 11 Zabirčenko, 12 Kornijenko, 13 Zajcev, 14 Pustovyj, 15 Kravcov,        All. Mike Fratello

### Europei
Campionato europeo maschile di pallacanestro 19974 Okuns'kyj, 5 Chyžnjak, 6 Jajlo, 7 Molčanov, 8 Savčenko, 9 Lochmančuk, 10 Žuravl'ov, 11 Rubčenko, 12 Pudzyrej, 13 Murzin, 14 Bazelevs'kyj, 15 Charčenko,        All. Zaurbek Chromaev
Campionato europeo maschile di pallacanestro 20014 Lebedjev, 5 Pudzyrej, 6 Kobzystyj, 7 Balašov, 8 Jevstratenko, 9 Liščuk, 10 Chrjapa, 11 Okuns'kyj, 12 Markov, 13 Korabl'ov, 14 Rajevs'kyj, 15 Ryžov,        All. Hennadij Zaščuk
Campionato europeo maschile di pallacanestro 20034 Lebedjev, 5 Rajevs'kyj, 6 Skutel'nyk, 7 Balašov, 8 Drozdov, 9 Moskalenko, 10 Chrjapa, 11 Okuns'kyj, 12 Jevstratenko, 13 Lochmančuk, 14 Botičev, 15 Chyžnjak,        All. Hennadij Zaščuk
Campionato europeo maschile di pallacanestro 20054 Lebedjev, 5 Buc'kyj, 6 Kobzystyj, 7 Balašov, 8 I. Kryvyč, 9 Koval', 10 Rajevs'kyj, 11 R. Kryvyč, 12 Liščuk, 13 Pečerov, 14 Hurtovyj, 15 Medvedenko,        All. Hennadij Zaščuk
Campionato europeo maschile di pallacanestro 20114 Pustozvonov, 5 Lukašov, 6 Burtt, 7 Kol'čenko, 8 Lypovyj, 9 Zabirčenko, 10 Saltovec', 11 Pečerov, 12 Liščuk, 13 Kozlov, 14 Fesenko, 15 Kravcov,        All. Mike Fratello
Campionato europeo maschile di pallacanestro 20134 Pustozvonov, 5 Jeter, 6 Mišula, 7 Hljebov, 8 Hladyr, 9 Lypovyj, 10 Natjažko, 11 Zabirčenko, 12 Kornijenko, 13 Zajcev, 14 Pustovyj, 15 Kravcov,        All. Mike Fratello
Campionato europeo maschile di pallacanestro 20154 Pustozvonov, 5 Randle, 6 Mišula, 7 Lukašov, 8 Fesenko, 9 Sizov, 10 Tymofejenko, 11 Lypovyj, 12 Kornijenko, 13 Zajcev, 14 Pustovyj, 15 Krutous,        All. Jevhen Murzin
Campionato europeo maschile di pallacanestro 20174 Pustozvonov, 5 Kol'čenko, 7 Lukašov, 9 Otverčenko, 11 Lypovyj, 12 Kornijenko, 13 Bobrov, 14 Zajcev, 15 Kravcov, 23 Pustovyj, 24 Konjev, 31 Mišula,        All. Jevhen Murzin
Campionato europeo maschile di pallacanestro 20225 Tkačenko, 7 Lukašov, 10 Mychajljuk, 13 Bobrov, 23 Pustovyj, 25 Len', 30 Sanon, 32 Blyznjuk, 44 Skapintsev, 45 Zotov, 52 Herun, 55 Sydorov,        All. Ainārs Bagatskis

## Nazionali giovanili
- Selezioni giovanili della nazionale di pallacanestro dell'Ucraina